# 比斯卢
比斯卢（法語：Busloup）是法国卢瓦-谢尔省的一个市镇，属于旺多姆区（Arrondissement de Vendôme）。该市镇总面积18.94平方公里，2009年时的人口为438人。

## 人口
比斯卢人口变化图示